# Janez Ivšič
Janez Ivšič, slovenski častnik in veteran vojne za Slovenijo, * 26. november 1953.